# Anna Koernikova
Anna Sergejevna Koernikova (Russisch: Анна Сергеевна Курникова, Ánna Sergéjevna Kóérnikova) (Moskou, 7 juni 1981) is een voormalig proftennisspeelster uit Rusland. Zij was actief in het internationale tennis van 1995 tot in 2003. In november 2010 verkreeg zij de Amerikaanse nationaliteit.

## Tennisloopbaan
Reeds op de leeftijd van dertien, veertien jaar bereikte Koernikova aansprekende resultaten in het internationaal juniorentennis. Zij won in 1995 vele toernooien, waaronder de Italian Junior Championships (Milaan), de European Closed Junior Championships (Zwitserland), de Maureen Connolly-Brinker Continental Players' Cup (Boca Raton, Florida) en de Orange Bowl (het eindejaarskampioenschap voor junioren). Dat jaar sloot zij af als nummer 1 op de wereldjuniorenlijst.
Op haar vijftiende bereikte zij de vierde ronde van de US Open van 1996 en werd daar door de nummer 1 van de wereld, Steffi Graf, verslagen. Datzelfde jaar was zij lid van de Russische delegatie die aan de Olympische Spelen van 1996 in Atlanta deelnam. Als zestienjarige bereikte zij de halve finale van Wimbledon. Koernikova behaalde haar eerste grandslamtitel bij de Australian Open van 1999 bij het vrouwendubbelspel, samen met partner Martina Hingis. Koernikova en Hingis speelden vaak samen dubbelspel – elf van haar zestien dubbelspeltitels won Koernikova met Hingis.
Hoewel Koernikova lange tijd in de top twintig van de wereldranglijst stond, won zij nooit een professioneel toernooi in het enkelspel. Wel bereikte zij een paar keer de halve finale en de finale van een groot toernooi (categorie "Tier I").

## Posities op deWTA-ranglijst
Positie per einde seizoen:
| jaar | rang enkelspel | rang dubbelspel |
| ---- | -------------- | --------------- |
| 2003 | 305            | 176             |
| 2002 | 35             | 11              |
| 2001 | 74             | 26              |
| 2000 | 8              | 4               |
| 1999 | 12             | 1               |
| 1998 | 13             | 10              |
| 1997 | 32             | 40              |
| 1996 | 65             | 78              |
| 1995 | 281            | –               |

## Palmares
| Legenda                |
| ---------------------- |
| Grandslamtoernooi      |
| Olympische Spelen      |
| Year-End Championships |
| Tier I                 |
| Tier II                |
| Tier III               |
| Tier IV & V            |

### WTA-finaleplaatsen enkelspel
| nr.              | finale     | toernooi        | ondergrond | tegenstandster | score         |         |
| ---------------- | ---------- | --------------- | ---------- | -------------- | ------------- | ------- |
| gewonnen finales |            |                 |            |                |               |         |
| Geen.            |            |                 |            |                |               |         |
| verloren finales |            |                 |            |                |               |         |
| 1.               | 1998-03-29 | WTA Miami       | hardcourt  | Venus Williams | 6-2, 4-6, 1-6 | details |
| 2.               | 1999-04-04 | WTA Hilton Head | gravel     | Martina Hingis | 4-6, 3-6      | details |
| 3.               | 2000-10-29 | WTA Moskou      | tapijt (i) | Martina Hingis | 3-6, 1-6      | details |
| 4.               | 2002-09-15 | WTA Shanghai    | hardcourt  | Anna Smashnova | 2-6, 3-6      | details |

### WTA-finaleplaatsen vrouwendubbelspel
| nr.              | finale     | toernooi          | ondergrond    | partner              | tegenstandsters                        | score         |         |
| ---------------- | ---------- | ----------------- | ------------- | -------------------- | -------------------------------------- | ------------- | ------- |
| gewonnen finales |            |                   |               |                      |                                        |               |         |
| 1.               | 1998-09-27 | WTA Toyota        | hardcourt     | Monica Seles         | Mary Joe Fernandez Arantxa Sánchez     | 6-4, 6-4      | details |
| 2.               | 1999-01-31 | Australian Open   | hardcourt     | Martina Hingis       | Lindsay Davenport Natallja Zverava     | 7-5, 6-3      | details |
| 3.               | 1999-03-14 | WTA Indian Wells  | hardcourt     | Martina Hingis       | Mary Joe Fernandez Jana Novotná        | 6-2, 6-2      | details |
| 4.               | 1999-05-09 | WTA Rome          | gravel        | Martina Hingis       | Alexandra Fusai Nathalie Tauziat       | 6-2, 6-2      | details |
| 5.               | 1999-06-19 | WTA Eastbourne    | gras          | Martina Hingis       | Jana Novotná Natallja Zverava          | 6-4, opg.     | details |
| 6.               | 1999-11-21 | WTA Championships | tapijt (i)    | Martina Hingis       | Larisa Neiland Arantxa Sánchez         | 6-4, 6-4      | details |
| 7.               | 2000-01-07 | WTA Gold Coast    | hardcourt     | Julie Halard-Decugis | Sabine Appelmans Rita Grande           | 6-3, 6-0      | details |
| 8.               | 2000-05-07 | WTA Hamburg       | gravel        | Natallja Zverava     | Nicole Arendt Manon Bollegraf          | 6-7, 6-2, 6-4 | details |
| 9.               | 2000-10-08 | WTA Filderstadt   | hardcourt (i) | Martina Hingis       | Arantxa Sánchez Barbara Schett         | 6-4, 6-2      | details |
| 10.              | 2000-10-15 | WTA Zürich        | hardcourt (i) | Martina Hingis       | Kimberly Po Anne-Gaëlle Sidot          | 6-3, 6-4      | details |
| 11.              | 2000-11-12 | WTA Philadelphia  | tapijt (i)    | Martina Hingis       | Lisa Raymond Rennae Stubbs             | 6-2, 7-5      | details |
| 12.              | 2000-11-19 | WTA Championships | tapijt (i)    | Martina Hingis       | Nicole Arendt Manon Bollegraf          | 6-2, 6-3      | details |
| 13.              | 2001-01-14 | WTA Sydney        | hardcourt     | Barbara Schett       | Lisa Raymond Rennae Stubbs             | 6-2, 7-5      | details |
| 14.              | 2001-10-07 | WTA Moskou        | tapijt (i)    | Martina Hingis       | Jelena Dementjeva Lina Krasnoroetskaja | 7-6, 6-3      | details |
| 15.              | 2002-01-27 | Australian Open   | hardcourt     | Martina Hingis       | Daniela Hantuchová Arantxa Sánchez     | 6-2, 6-7, 6-1 | details |
| 16.              | 2002-09-15 | WTA Shanghai      | hardcourt     | Janet Lee            | Rika Fujiwara Ai Sugiyama              | 7-5, 6-3      | details |
| verloren finales |            |                   |               |                      |                                        |               |         |
| 1.               | 1995-09-24 | WTA Moskou        | tapijt (i)    | Aleksandra Olsza     | Meredith McGrath Larisa Neiland        | 1-6, 0-6      | details |
| 2.               | 1998-02-15 | WTA Parijs        | tapijt (i)    | Larisa Neiland       | Sabine Appelmans Miriam Oremans        | 6-1, 3-6, 6-7 | details |
| 3.               | 1998-03-01 | WTA Linz          | tapijt (i)    | Larisa Neiland       | Alexandra Fusai Nathalie Tauziat       | 3-6, 6-3, 4-6 | details |
| 4.               | 1998-10-11 | WTA Filderstadt   | hardcourt (i) | Arantxa Sánchez      | Lindsay Davenport Natallja Zverava     | 4-6, 2-6      | details |
| 5.               | 1999-06-06 | Roland Garros     | gravel        | Martina Hingis       | Serena Williams Venus Williams         | 3-6, 7-6, 6-8 | details |
| 6.               | 1999-08-01 | WTA Stanford      | hardcourt     | Jelena Lichovtseva   | Lindsay Davenport Corina Morariu       | 4-6, 4-6      | details |
| 7.               | 2000-03-19 | WTA Indian Wells  | hardcourt     | Natallja Zverava     | Lindsay Davenport Corina Morariu       | 2-6, 3-6      | details |
| 8.               | 2000-08-06 | WTA San Diego     | hardcourt     | Lindsay Davenport    | Lisa Raymond Rennae Stubbs             | 6-4, 3-6, 6-7 | details |
| 9.               | 2000-10-29 | WTA Moskou        | tapijt (i)    | Martina Hingis       | Julie Halard-Decugis Ai Sugiyama       | 6-4, 4-6, 6-7 | details |
| 10.              | 2001-02-04 | WTA Tokio         | tapijt (i)    | Iroda Tulyaganova    | Lisa Raymond Rennae Stubbs             | 6-7, 6-2, 6-7 | details |
| 11.              | 2001-08-05 | WTA San Diego     | hardcourt     | Martina Hingis       | Cara Black Jelena Lichovtseva          | 4-6, 6-1, 4-6 | details |
| 12.              | 2002-01-13 | WTA Sydney        | hardcourt     | Martina Hingis       | Lisa Raymond Rennae Stubbs             | forfait       | details |

### Finaleplaatsen gemengd dubbelspel
| nr.              | finale     | toernooi  | ondergrond | partner        | tegenstanders                | score         |         |
| ---------------- | ---------- | --------- | ---------- | -------------- | ---------------------------- | ------------- | ------- |
| gewonnen finales |            |           |            |                |                              |               |         |
| geen             |            |           |            |                |                              |               |         |
| verloren finales |            |           |            |                |                              |               |         |
| 1.               | 1999-07-04 | Wimbledon | gras       | Jonas Björkman | Lisa Raymond Leander Paes    | 4-6, 6-3, 3-6 | details |
| 2.               | 2000-09-10 | US Open   | hardcourt  | Maks Mirni     | Arantxa Sánchez Jared Palmer | 4-6, 3-6      | details |

## Resultaten grandslamtoernooien
| Legenda | Legenda                          |
| ------- | -------------------------------- |
| g.t.    | geen toernooi gehouden           |
| l.c.    | lagere categorie                 |
| –       | niet deelgenomen                 |
| G       | uitgeschakeld in de groepsfase   |
| 1R      | uitgeschakeld in de eerste ronde |
| 2R      | uitgeschakeld in de tweede ronde |
| 3R      | uitgeschakeld in de derde ronde  |
| 4R      | uitgeschakeld in de vierde ronde |
| KF      | uitgeschakeld in de kwartfinale  |
| HF      | uitgeschakeld in de halve finale |
| F       | de finale verloren               |
| W       | het toernooi gewonnen            |
| w-v     | winst/verlies-balans             |

### Enkelspel
| Toernooi        | 1996 | 1997 | 1998 | 1999 | 2000 | 2001 | 2002 | 2003 | w-v  |
| --------------- | ---- | ---- | ---- | ---- | ---- | ---- | ---- | ---- | ---- |
| Australian Open | –    | 1R   | 3R   | 4R   | 4R   | KF   | 1R   | 2R   | 13-7 |
| Roland Garros   | –    | 3R   | 4R   | 4R   | 2R   | –    | 1R   | –    | 9-5  |
| Wimbledon       | –    | HF   | –    | 4R   | 2R   | –    | 1R   | –    | 9-4  |
| US Open         | 4R   | 2R   | 4R   | –    | 3R   | –    | 1R   | –    | 9-5  |

### Vrouwendubbelspel
| Toernooi        | 1996 | 1997 | 1998 | 1999 | 2000 | 2001 | 2002 | 2003 | w-v  |
| --------------- | ---- | ---- | ---- | ---- | ---- | ---- | ---- | ---- | ---- |
| Australian Open | –    | 1R   | 2R   | W    | HF   | KF   | W    | 3R   | 22-5 |
| Roland Garros   | –    | 3R   | HF   | F    | 3R   | –    | –    | –    | 13-4 |
| Wimbledon       | –    | 2R   | –    | –    | HF   | –    | HF   | –    | 9-3  |
| US Open         | KF   | 3R   | 2R   | –    | 2R   | –    | KF   | –    | 10-5 |

### Gemengd dubbelspel
| Toernooi        | 1997 | 1998 | 1999 | 2000 | 2001 | 2002 | 2003 | w-v |
| --------------- | ---- | ---- | ---- | ---- | ---- | ---- | ---- | --- |
| Australian Open | HF   | 2R   | 1R   | HF   | 1R   | –    | 2R   | 8-6 |
| Roland Garros   | KF   | 2R   | –    | –    | –    | –    | –    | 3-2 |
| Wimbledon       | 2R   | –    | F    | 1R   | –    | KF   | –    | 8-4 |
| US Open         | 2R   | –    | –    | F    | –    | –    | –    | 5-2 |

## Persoonlijk
In 2003 werd Anna Koernikova door de lezers van het tijdschrift FHM gekozen tot aantrekkelijkste vrouw in de wereld. Koernikova speelde een kleine rol (als motelmanager) in de film Me, Myself and Irene, waarin ook Jim Carrey speelde.
Koernikova kreeg in 2001 een relatie met zanger Enrique Iglesias. Het paar heeft drie kinderen.

## Trivia
- Er is een pokercombinatie naar Anna Koernikova genoemd, namelijk aas-heer, in het Engels ook wel AK (Ace-King), onder het motto van ziet er mooi uit, wint echter zelden.
- In 2001 verscheen een Nederlandse computerworm vernoemd naar Kournikova.
- Zij kreeg ook de bijnaam Lolita.